# Devetka
Devetka (službeno: nine-ball) jedna je od najrasprostranjenijih inačica biljara. Za razliku od osmice i desetke, igrači ne moraju nominirati vlastite udarce, odnosno ni kugle koje žele ubaciti niti za to predviđene rupe. Igrač mora ostvariti kontakt bijele s najnižom kuglom, iako ne mora ubacivati po redoslijedu. Pošto su kugle na stolu numerirane od 1 do 9, jedinica se pri početku svake partije uvijek postavlja na čelo romba zbog jednostavnosti. Devetka se postavlja u sredinu te formacije kako bi se pobjeda iz početnog udarca što više otežala, dok se sedam ostalih kugli postavlja nasumično. Pobjeđuje se ili izravnim ubacivanjem devetke nakon što su sve ostale kugle ubačene ili „vezanjem” najmanje kugle i devetke. Dakle, pobijediti je moguće samo jednim udarcem, što devetku čini izrazito dinamičnom igrom.
Devetka se igra unatrag posljednjih sto godina, a korijene vuče iz SAD-a. Pogodna je za klađenje na ishod među protivnicima kroz čitavu povijest zbog svoje prividne jednostavnosti; razlika u kvaliteti najmanje dolazi do izražaja baš u ovoj igri, ponajviše zbog „opuštenijih” pravila oko pobjeđivanja. Međutim, igra obiluje zamkama i teškim udarcima, a svaki prekršaj kažnjava se tako da protivnik postavlja bijelu kuglu gdje god poželi. Štoviše, treći uzastopni prekršaj dovodi do gubitka partije.

## Pravila
Pravo početnog udarca veoma je bitno u svim inačicama biljara. Turnirski igrači znaju osvojiti partiju „iz štapa”, ne dozvolivši protivniku nijedan udarac. Pošto se utakmice igraju na neparan maksimalan broj partija, sprječavajući time neriješene ishode, jedan igrač ima otvaranje više od suparnika. Pravo na početni udarac izbori se tzv. „približavanjem” (također: „bliženjem”). Naime, suparnici iz prostora predviđenog za otvaranje istovremeno šalju svoju kuglu dvjema dužinama stola pokušavajući ju dovesti što je bliže moguće gornjoj kraćoj ravnini („mantineli”, „špondi”). Moguće je, doduše rjeđe, i bacanje novčića za dodjelu prvog razbijanja. Također, sukladno prethodnom dogovoru, moguće je da gubitnik ili pak pobjednik prošle partije otvara iduću.
Prilikom početnog udarca, igrač ne smije postaviti više od pola bijele kugle preko gornje crte. Bijela mora ostvariti kontakt s jedinicom prije bilo koje druge kugle. Barem četiri kugle moraju dotaknuti neku od ravnina stola ili barem jedna kugla mora biti ubačena, neovisno o prijašnjem uvjetu. Nepoštivanje bilo kojeg od navedenih pravila, uključujući i ubacivanje bijele u rupu, ostavlja protivniku mogućnost ponovnog otvaranja ili nastavka igre s bijelom u ruci.

### Push-out
Ako je početni udarac pravilno izveden, sljedeći udarac može biti najavljen kao push-out. Prilikom tog udarca, nije nužno ostvariti kontakt bijele ni s jednom kuglom ni ravninom stola. Svrha push-outa jest dovođenje bijele u bolju poziciju nakon početnog udarca. Protivnik može odbiti novonastalu situaciju vraćanjem prethodnog igrača za stol. Optimalna strategija push-outa jest ostavljanje 50:50 udarca; ni pretjerano laganog da protivnik počisti stol, ali ni pretjerano teškog da igrač samog sebe uvali u probleme. Sedamdesetih godina 20. stoljeća, tzv. Texas Express pravilom, push-out dozvoljen je samo jednom po partiji i to odmah nakon razbijanja. Kugle ubačene pri ovom udarcu ostaju u rupi, ali ne računaju se. Devetka ubačena iz push-outa vraća se na svoje mjesto iz početnog udarca. Svi ostali prekršaji, poput ubacivanja bijele ili dvostrukog kontakta štapa s bijelom, vode se kao uobičajeni te protivnik ima bijelu u ruci.

### Redoslijed ubacivanja
Igrač uvijek prvo mora dodirnuti najnižu kuglu za stolom. Nakon kontakta, barem jedna kugla mora ući u rupu da igrač može nastaviti igrati za stolom. Ako nijedna kugla nije ubačena, onda barem jedna mora dodirnuti ravninu stola; nepoštivanje ovoga pravila prekršaj je i sankcionira se kao i svi ostali, protivničkom bijelom u ruci. Iako pravila zahtijevaju kontakt bijele i najniže kugle, ubacivati se može mimo redoslijeda. Dakle, pobjeda je ostvariva iz početnog udarca pod uvjetom da je bijela prvo dodirnula jedinicu. Nadalje, ako su na stolu ostale trica, četvorka, petica, osmica i devetka, moguće je pobijediti povezivanjem trice i devetke, ili čak više kugli. 
Ako igrač ubaci devetku uz prekršaj (npr. ubaci bijelu), protivniku se dodijeli bijela u ruci, a devetka vraća se na svoje mjesto iz početnog udarca. Ubacivanje bilo koje druge kugle iz prekršaja ostavlja tu kuglu u rupi. Također, izbacivanje neke od kugli sa stola jest prekršaj, a ista se ne vraća na stol. Iznimka je devetka koja ide natrag na svoje mjesto. Sve u svemu, pobjeđuje se legalnim ubacivanjem devetke ili protivničkim trima uzastopnim prekršajima, bez ijednog važećeg udarca u međuvremenu. Svaki igračev valjani udarac briše prethodne prekršaje.